# Balta Doamnei
Balta Doamnei là một xã thuộc hạt Prahova, România. Dân số thời điểm năm 2002 là 2764 người.